# IND6番街線
IND6番街線（英語: IND Sixth Avenue Line）は、アメリカ合衆国のニューヨーク市地下鉄のBディビジョンに属する地下鉄路線である。マンハッタンにおいて主に6番街の下を走り、南側ではラトガース・ストリート・トンネルを通ってブルックリン区へ通じている。インディペンデント・サブウェイ・システム (IND) にとって、1940年に完成した最後の幹線であった。ミッドタウン・マンハッタンにおいて6番街線を運行するB、D、FおよびM系統は、明るいオレンジ色で示されている。

## 運行系統と範囲
以下の系統が6番街線の一部または全部を運行しており、明るいオレンジ色の円形記号で示されている。
|      | 時間帯         | 時間帯   | 区間                                                                                     |
| 平日 | 週末および夜間 |          | 区間                                                                                     |
| ---- | -------------- | -------- | ---------------------------------------------------------------------------------------- |
|      | 急行           | 運行なし | 7番街駅からグランド・ストリート駅までの全線                                              |
|      | 急行           | 急行     | 7番街駅からグランド・ストリート駅までの全線                                              |
|      | 各停           | 各停     | 57丁目駅からヨーク・ストリート駅までの全線                                               |
|      | 各停           | 運行なし | 47丁目-50丁目-ロックフェラー・センター駅 - ブロードウェイ-ラファイエット・ストリート駅間 |

6番街線の大半の区間は複々線で、2本の急行線と2本の緩行線からなっている。路線の両端では、これらの線路が分岐しているため、6番街線には北端と南端が2つずつある。北端の1つは57丁目駅にあり、63丁目線から来た2本の線路がここから6番街の下を南へ向かう。この区間は終日F系統の列車が運行されている。もう1つの北端は59丁目-コロンバス・サークル駅の南側にあり、IND8番街線から立体交差で複線の線路が分岐して（急行線と緩行線の双方につながっている）、すぐに53丁目の下で東に向きを変え、INDクイーンズ・ブールバード線と交差して、クイーンズ・ブールバード線がすぐ北に並行するようになる。7番街駅で、南行の線路が北行の線路の上に来る。クイーンズ・ブールバード線も同様であるが、クイーンズ・ブールバード線の場合は北行は6番街線と逆方向である。こちらの線路はBおよびD系統の急行列車が運行されている。
その後、路線は南へ曲がって6番街の下に入り、57丁目駅からの支線およびINDクイーンズ・ブールバード線との連絡線と合流し（M系統の列車が使っている）、複々線となる。南行の線路がもっとも西側の線路になり、北行の線路は東側から2番目の線路となる。合流する線路が西側から2番目の線路ともっとも東側の線路となり、63丁目線と2本の本線の間に渡り線がある。47丁目-50丁目-ロックフェラー・センター駅を過ぎると、南行の線路は位置が入れ替わり、中央2線が急行線、外側2線が緩行線となる。
42丁目-ブライアント・パーク駅の南側には、多くの渡り線や分岐器が設置されている。当初は急行線は34丁目駅のすぐ南側で終わっており、一部の列車は渡り線で緩行線に転線して運行されていた。これは、6番街の33丁目南側に既にパストレインのトンネルが存在しており、6番街線の緩行線はパストレインの両側面に建設されたためである。西4丁目-ワシントン・スクエア駅と34丁目-ヘラルド・スクエア駅の間は、6番街線で唯一急行運転が行われる区間であるが、将来的に複々線に拡張する構想がありつつも、当初は複線の地下鉄として建設された。後に1960年代に、クリスティー・ストリート連絡線のプロジェクトに合わせて急行線が追加された。結果として、急行線は緩行線やパストレインの線路よりも下に深部掘削のトンネル工法により建設された。
西4丁目-ワシントン・スクエア駅では、急行線が緩行線と同じ高さに戻ってくる。駅のすぐ南側にある立体交差により、IND8番街線の緩行線とつながっている。ここから6番街線は東に向きを変え、ハウストン・ストリートの下に入る。ブロードウェイ-ラファイエット・ストリート駅を過ぎると、急行線は南へ向きを変えてクリスティー・ストリート連絡線を通ってグランド・ストリート駅に達し、マンハッタン橋の北側を渡ってブルックリンへ通じる。クリスティー・ストリート連絡線へ急行が運行されるようになる以前は、2番街駅まで急行線が続いていた。緩行線はここで分岐する。一方の複線はF系統の列車が使い、東へ2番街駅へ通じるのに対して、もう一方の複線はM系統の列車が使い、エセックス・ストリート駅でBMTナッソー・ストリート線へ合流する。

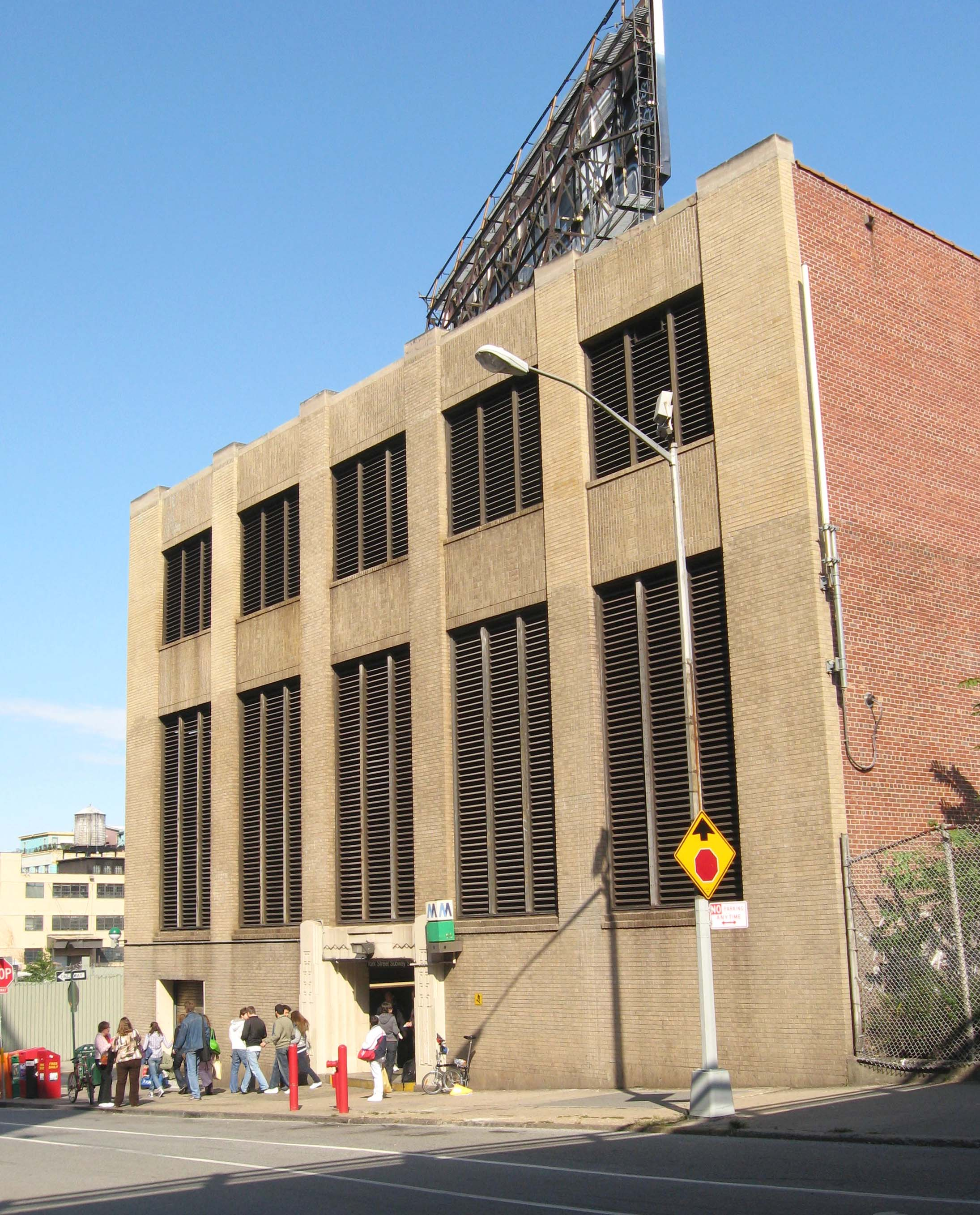
ヨーク・ストリートにあるラトガース・ストリート・トンネル用の換気塔

2番街駅に到着する直前で、再び複々線に分岐する。2本の急行線は、現在は営業運転には使われておらず、東へ通じて行き止まりになっている。この線路は、実際に建設されなかったINDワース・ストリート線に合流してブルックリンへ通じるはずであった。マンハッタンにおける緩行線は南へ向きを変え、エセックス・ストリートとラトガース・ストリートの下を通り、イースト川をラトガース・ストリート・トンネルでくぐってブルックリンに入る。ヨーク・ストリート駅の先でINDカルバー線となり、ジェイ・ストリート-メトロテック駅の外側の線路となる。

## 歴史
IND6番街線は、1939年に廃止され撤去された、高架のIRT6番街線の代替として建設された。最初に開通した区間は、6番街の地下ではなかった。当時はハウストン-エセックス・ストリート線と呼ばれており、1936年1月1日の正午から西4丁目-ワシントン・スクエア駅の南側、ハウストン・ストリートの東側でエセックス・ストリートの南側にあるIND8番街線との分岐点から、複線の緩行線が仮の終着駅となるイースト・ブロードウェイ駅まで運行を開始した。クイーンズのジャクソン・ハイツからハドソン・ターミナル駅までのE系統の列車が、新しい線路を経由してイースト・ブロードウェイ駅までの運行に改められた。2本の急行線が、ハウストン・ストリートの下の区間にエセックス・ストリート/アベニューAのところまで建設された。この線路はイースト川をくぐって、実際に建設されることのなかったブルックリンのINDワース・ストリート線につながる意図で建設されていた。
1936年4月9日の深夜すぎ、ラトガース・ストリート・トンネルを通ってイースト川をくぐる列車が走り始め、ジェイ・ストリート-ボロー・ホール駅（現：ジェイ・ストリート-メトロテック駅）北側のIND8番街線との分岐点で、ハウストン-エセックス・ストリート線とジェイ-スミス9丁目線の北端がつながることになった。E系統の列車はこの接続を通じてチャーチ・アベニュー駅まで運行されるようになった。同時にINDフルトン・ストリート線がロッカウェイ・アベニュー駅まで開通し、それまでスミス・ストリート線に乗り入れていたA・C系統の列車がフルトン・ストリート線へ運行されるようになった。
ニューヨーク市は当初、ハドソン・アンド・マンハッタン鉄道（後のパストレイン）の6番街線のトンネルを買収して将来的な急行線に充て、ハドソン・アンド・マンハッタン鉄道用にはそれより下層に新たな線路を建設する構想をしていた。
高架の6番街線を置き換えインディペンデント・サブウェイ・システムを完成させるためラガーディア市長が1936年3月23日に新たな6番街線の起工式をブライアント・パークで行った。地下鉄の建設中に、高架の6番街線を仮支えするために400万ドルを費やした。

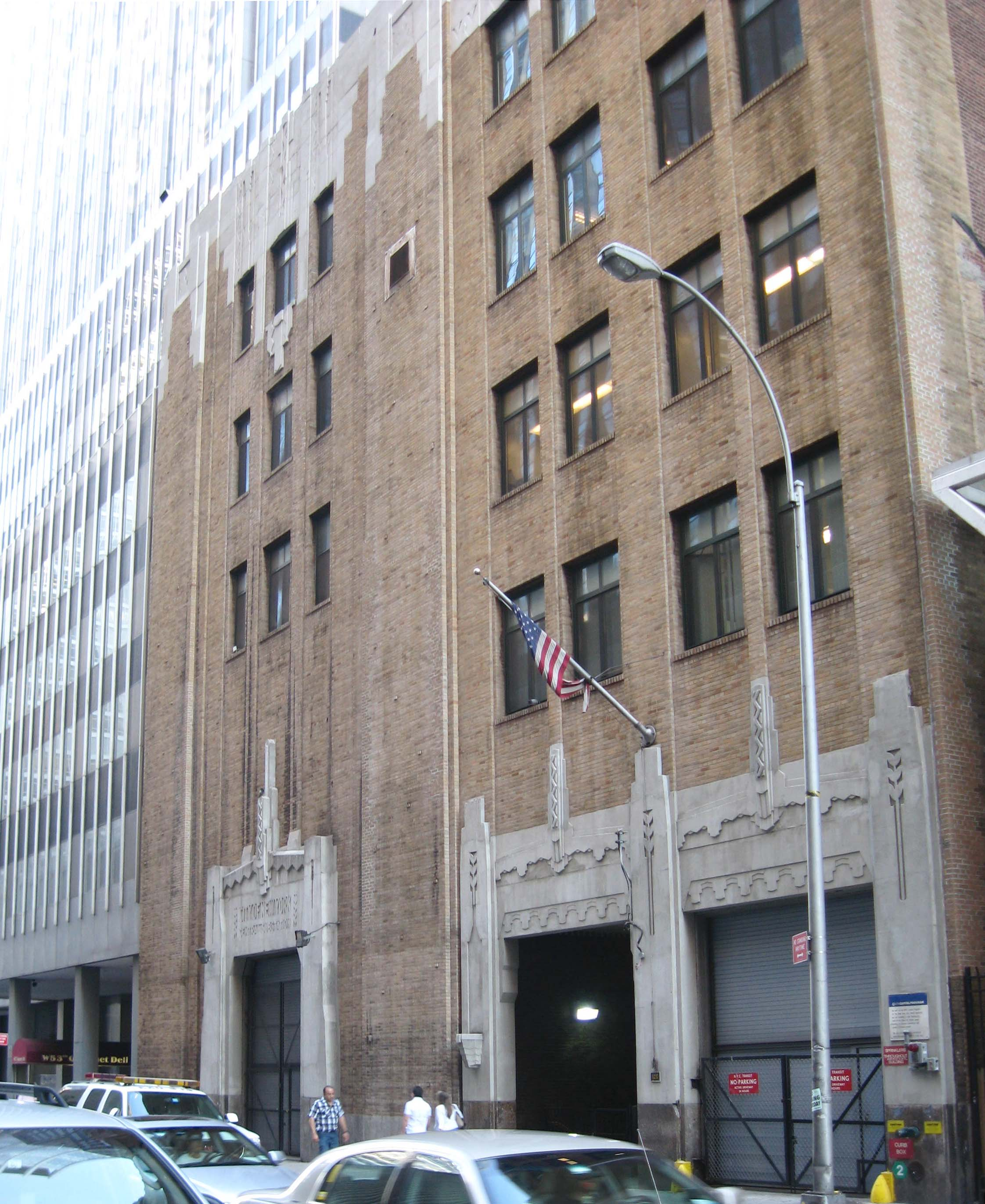
53丁目変電所

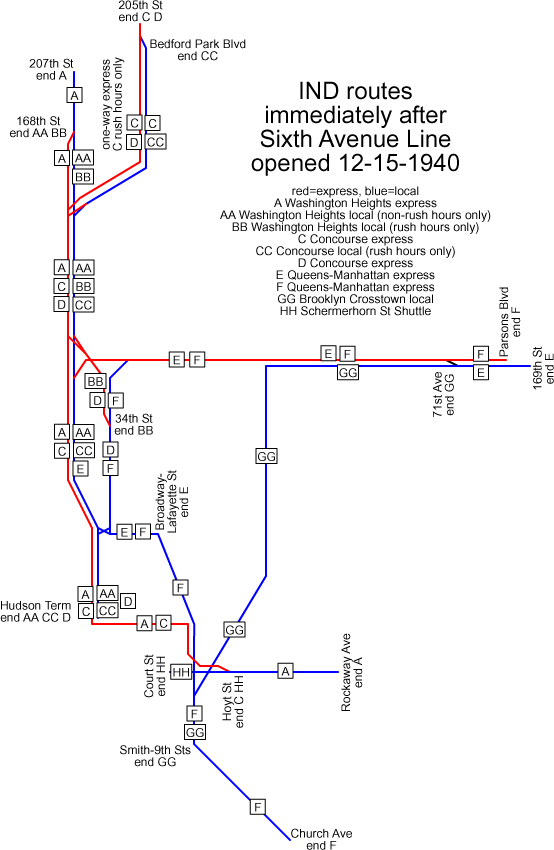
INDの主要幹線完成直後の運行系統

1940年12月15日から、西4丁目駅から47丁目-50丁目駅までの範囲で6番街線の各駅停車の運転が開始され、IND53丁目線への線路の接続も行われた。6番街線の建設費用は5950万ドルであった。開業時の系統として、以下のようなものが設定された。
- AA系統のワシントン・ハイツ各駅停車は、168丁目駅とハドソン・ターミナル駅の間を8番街線でのラッシュ時以外の運行に戻された。
- BB系統のワシントン・ハイツ各駅停車は、168丁目駅とハドソン・ターミナル駅の間を6番街線経由でラッシュ時のみの運行として追加設定された。
- D系統のブロンクス・コンコース急行は、ノーウッド-205丁目駅とハドソン・ターミナル駅の間を6番街線経由での運行として追加された。
- E系統のクイーンズ-マンハッタン急行は、チャーチ・アベニュー駅までの運行からブロードウェイ-ラファイエット・ストリート駅までの運行に短縮された。
- F系統のクイーンズ-マンハッタン急行は、パーソンズ・ブールバード駅とチャーチ・アベニュー駅の間を6番街線経由の運行として追加された。

西4丁目-ワシントン・スクエア駅と34丁目-ヘラルド・スクエア駅の間の2本の急行線を新しく追加する工事は、1961年4月19日に起工された。この急行線は、地面から80フィート（約24メートル）下に建設された。この急行線の建設は、ブルックリンのディカルブ・アベニュー駅再開発とともに開始された大規模な地下鉄改良計画の一環であった。この改良計画の第2段階として、クリスティー・ストリート連絡線が建設され、INDハウストン・ストリート線とマンハッタン橋やウィリアムズバーグ橋を越えた先にあるBMT各線を接続することになった。急行線の建設により、こうした列車の運行に必要な十分な線路容量を確保することになった。
6番街線急行線とクリスティー・ストリート連絡線は、1967年11月26日に開通した。これにより、D系統の列車がラッシュ時に新しい急行線経由に変更され、マンハッタン橋の北側からBMTブライトン線経由ブライトン・ビーチ駅までの運行を開始した。ラッシュ時のBB系統の列車は、ブルックリン側のT系統と組み合わせられてB系統となり、6番街線急行線、マンハッタン橋、BMTウェスト・エンド線を経由して168丁目駅とコニー・アイランド-スティルウェル・アベニュー駅の間で運行するようになった。F系統の列車が2番街駅から延長され、ラトガース・ストリート・トンネルとINDカルバー線を経由してコニーアイランドまで走るようになった。1968年7月1日から、D系統の列車は6番街線を終日急行運転するようになった。同じ日に、新しく開設された57丁目駅から緩行線とクリスティー・ストリート連絡線を通りウィリアムズバーグ橋からBMTジャマイカ線を経由してクイーンズの168丁目駅まで、新しいラッシュ時のKK系統が運行を開始した。さらに同日、B系統の列車は日中ラッシュ時以外は57丁目駅止まりとなり、ラッシュ時は引き続き168丁目駅までの運行となった。この時点で、B系統はラッシュ時以外に緩行線を走るようになった。
結果的に63丁目線の建設に使われた準備構造物は、もともとはセントラル・パークの下を通ってハーレム方面へ延長する提案のために準備されていたものであった。
1988年から2001年まで、マンハッタン橋の南側の線路は修復工事のために閉鎖されており、区間運行の各駅停車は時間帯を限ってブルックリンまで運行する急行Q系統に置き換えられていた。
2001年12月16日に新系統であるV系統が、6番街線を各駅停車で走り2番街駅の中央の線路で折り返す運行を開始した。V系統は平日のみ運行となった。この時点で、F系統は47丁目-50丁目-ロックフェラー・センター駅を出発した後、IND53丁目線ではなく63丁目線を経由して走るようになった。2010年6月28日からV系統はM系統に置き換えられ、クリスティー・ストリート連絡線を通じてウィリアムズバーグ橋を走るようになり、この経路を営業列車として走るのは1976年のK系統以来となった。

## 駅一覧
| 凡例                                    | 凡例                         |
| --------------------------------------- | ---------------------------- |
| Stops all times                         | 終日停車                     |
| Stops all times except late nights      | 深夜を除き終日停車           |
| Stops late nights only                  | 深夜のみ停車                 |
| Stops weekdays only                     | 平日のみ停車                 |
| Stops rush hours in peak direction only | ラッシュ時の混雑方向のみ停車 |
| 時間帯詳細                              |                              |

| 所在地 （おおよその位置）                                                                             | バリアフリー・アクセス                           | 駅                                          | プラットホーム           | 停車列車                 | 開業日                   | 乗換・備考                                                                               |
| 63丁目線から分岐 (F <F>)                                                                              | 63丁目線から分岐 (F <F>)                         | 63丁目線から分岐 (F <F>)                    | 63丁目線から分岐 (F <F>) | 63丁目線から分岐 (F <F>) | 63丁目線から分岐 (F <F>) | 63丁目線から分岐 (F <F>)                                                                 |
| --- | ------------------------------------------------ | ------------------------------------------- | ------------------------ | ------------------------ | ------------------------ | ---------------------------------------------------------------------------------------- |
| ミッドタウン・マンハッタン                                                                            |                                                  | 57丁目駅                                    |                          | F <F>                    | 1968年7月1日             |                                                                                          |
| ミッドタウン・マンハッタン                                                                            |                                                  |                                             |                          |                          |                          |                                                                                          |
| ミッドタウン・マンハッタン                                                                            | IND8番街線から急行線分岐 (B D )                  |                                             |                          |                          |                          |                                                                                          |
| ミッドタウン・マンハッタン                                                                            |                                                  | 7番街駅                                     | 急行                     | B D                      | 1940年12月15日           | INDクイーンズ・ブールバード線 (E )                                                       |
| ミッドタウン・マンハッタン                                                                            |                                                  |                                             |                          |                          |                          |                                                                                          |
| ミッドタウン・マンハッタン                                                                            | INDクイーンズ・ブールバード線から緩行線分岐 (M ) |                                             |                          |                          |                          |                                                                                          |
| ミッドタウン・マンハッタン                                                                            | 支線が合流 (F <F>)                               |                                             |                          |                          |                          |                                                                                          |
| ミッドタウン・マンハッタン                                                                            | 本線 (B D F <F> M )                              |                                             |                          |                          |                          |                                                                                          |
| ミッドタウン・マンハッタン                                                                            | バリアフリー・アクセス                           | 47丁目-50丁目-ロックフェラー・センター駅    | 緩行/急行                | B D F <F> M              | 1940年12月15日           |                                                                                          |
| ミッドタウン・マンハッタン                                                                            |                                                  | 42丁目-ブライアント・パーク駅               | 緩行/急行                | B D F <F> M              | 1940年12月15日           | IRTフラッシング線 (7 )（5番街駅）                                                        |
| ミッドタウン・マンハッタン                                                                            | バリアフリー・アクセス                           | 34丁目-ヘラルド・スクエア駅                 | 緩行/急行                | B D F <F> M              | 1940年12月15日           | BMTブロードウェイ線 (N Q R W ) セレクトバスサービスM34/M34A パストレイン連絡（33丁目駅） |
| チェルシー                                                                                            |                                                  | 23丁目駅                                    | 緩行                     | F <F> M                  | 1940年12月15日           | パストレイン連絡（23丁目駅）                                                             |
| グリニッジ・ヴィレッジ                                                                                |                                                  | 14丁目駅                                    | 緩行                     | F <F> M                  | 1940年12月15日           | IRTブロードウェイ-7番街線 (1 2 3 ) BMTカナーシー線 (L ) パストレイン連絡（14丁目駅）     |
| グリニッジ・ヴィレッジ                                                                                | バリアフリー・アクセス                           | 西4丁目-ワシントン・スクエア駅              | 緩行/急行                | B D F <F> M              | 1940年12月15日           | IND8番街線 (A C E ) パストレイン連絡（9丁目駅）                                          |
| IND8番街線との間での緩行線の渡り線あり（定期運行なし）                                                |                                                  |                                             |                          |                          |                          |                                                                                          |
| ソーホー                                                                                              | バリアフリー・アクセス                           | ブロードウェイ-ラファイエット・ストリート駅 | 緩行/急行                | B D F <F> M              | 1936年1月1日             | IRTレキシントン・アベニュー線 (4 6 <6>)（ブリーカー・ストリート駅）                      |
| 急行線はクリスティー・ストリートの下に入る (B D )                                                     |                                                  |                                             |                          |                          |                          |                                                                                          |
| 緩行線はクリスティー・ストリートへ向けて分岐し (M ) 、またはハウストン・ストリートの下へ続く (F <F> ) |                                                  |                                             |                          |                          |                          |                                                                                          |
| |                                                  |                                             |                          |                          |                          |                                                                                          |
| クリスティー・ストリート連絡線分岐 (B D )                                                             |                                                  |                                             |                          |                          |                          |                                                                                          |
| チャイナタウン                                                                                        |                                                  | グランド・ストリート駅                      | 急行                     | B D                      | 1967年11月27日           |                                                                                          |
| マンハッタン橋北側線路へ                                                                              |                                                  |                                             |                          |                          |                          |                                                                                          |
| |                                                  |                                             |                          |                          |                          |                                                                                          |
| ハウストン・ストリートの下で分岐 (F <F> )                                                             |                                                  |                                             |                          |                          |                          |                                                                                          |
| イースト・ヴィレッジ                                                                                  |                                                  | 2番街駅                                     | 緩行 （留置線）          | F <F>                    | 1936年1月1日             | セレクトバスサービスM15                                                                  |
| ロウアー・イースト・サイド                                                                            |                                                  | デランシー・ストリート駅                    | 緩行                     | F <F>                    | 1936年1月1日             | BMTナッソー・ストリート線 (J M Z )（エセックス・ストリート駅）                           |
| ロウアー・イースト・サイド                                                                            |                                                  | イースト・ブロードウェイ駅                  | 緩行                     | F <F>                    | 1936年1月1日             |                                                                                          |
| イースト川をくぐるラトガース・ストリート・トンネル                                                    |                                                  |                                             |                          |                          |                          |                                                                                          |
| ダンボ                                                                                                |                                                  | ヨーク・ストリート駅                        | 緩行                     | F <F>                    | 1936年4月9日             |                                                                                          |
| INDカルバー線へ続く (F <F> )                                                                          |                                                  |                                             |                          |                          |                          |                                                                                          |